# Soversjenno serjozno
Soversjenno serjozno (russisk: Совершенно серьезно) er en sovjetisk spillefilm fra 1961.

## Medvirkende
- Sergej Filippov
- Pavel Tarasov
- Pjotr Sretenskij
- Igor Sretenskij